# Алчевский, Григорий Алексеевич
Григо́рий Алексе́евич Алче́вский (1866—1920) — русский композитор, деятель музыкальной культуры, педагог, вокалист и камерный певец. Наибольшую известность получил благодаря симфонической картине «Алеша Попович», написанной по мотивам былин.

## Биография
Родился в Харькове в семье купца А. К. Алчевского и X. Д. Алчевской (Журавлёвой).
В 1887 году окончил физико-математический факультет Харьковского университета. Музыкальное образование получил в Московской консерватории, где учился в классе пения и композиции (до 1893), а позже по классу фортепьяно. Ученик композиторов, профессоров C.И.Танеева, М. М. Иполитова-Иванова и дирижера А. И. Зилоти.
После окончания консерватории Г. А. Алчевский работал педагогом. Среди его учеников был и его брат Иван, исполнявший его вокальные произведения. Выступал в концертах, исполняя арии и романсы.
Участвовал в общественной и культурной жизни Москвы, в частности, в организации и проведении шевченковского юбилея в 1914, в музыкально-драматическом кружке «Кобзарь».
С 1907 — музыкальный критик харьковской газеты «Южный край». Позднее полностью посвятил себя вокальной педагогике и теории вокального искусства.

## Творчество
Г. А. Алчевский является автором популярных в начале XX века обработок ряда русских и украинских народных песен и романсов, в том числе 6-ти украинских: «Чого мені тяжко» (слова Т. Шевченко), «Безмежнеє поле» (слова И. Франко), «Не дивися на місяць весною», «Стояла я і слухала весну» (обе — на слова Леси Украинки), «Душа — се конвалія ніжна», «Гей на бій» (обе — слова матери X.Алчевской), русских романсов «Я знаю, отчего у этих берегов» на слова А. Майкова, «Сосна» на слова М. Лермонтова, «Ах, как у нас хорошо на балконе» на слова Я. Полонского, «Любовь — это сон упоительный» на слова Т. Щепкиной-Куперник и др., а также симфонической картины «Алеша Попович» (1907).
Кроме того, известно его пособие «Вокальная техника в ежедневных упражнениях».
Г. А. Алчевский — создатель уникальных «Таблиц дыхания для певцов и их применение к развитию качеств голоса», изданных в 1907-1908 годах, которыми и поныне пользуется весь музыкальный мир.
Сестры Григория Алексеевича Алчевского:
- Христина (1882—1931) — украинская поэтесса, переводчик и педагог
- Анна (1868—1931) — художница, жена академика А. Н. Бекетова

Братья:
- Иван (1876—1917) — солист Мариинского оперного театра, сценический партнер Ф. И. Шаляпина, соратник С. В. Рахманинова, А. Н. Скрябина
- Николай (1872—1942) — педагог, литературовед, театральный критик, автор первого советского украинского букваря для взрослых. Умер от голода в оккупированном Харькове.
- Дмитрий (1866—1920) — кандидат естественных наук, педагог, литературовед, предприниматель, расстрелянный в Крыму.

## Память
В 1998 году в Харькове был создан «Благотворительный фонд в честь семьи Алчевских».

Каждые два года, начиная с 2001, в Харькове проходят Международные конкурсы вокалистов «Алчевский-дебют».